# Tal-Rasha
Tal-Rasha es un personaje del videojuego de rol Diablo 2 de Blizzard y eje central de uno de los actos que componen este videojuego.

## Historia
Tal-Rasha fue un mago Horadrim que voluntariamente decidió completar la prisión de Baal (hermano de Diablo y Mefisto). Tal Rasha, se sometió a un proceso en el cual, la Piedra del Alma de Baal, de color amarillo, formaría parte de su cuerpo y contenería al demonio. Durante muchos años, estuvo luchando por contenerlo en su interior. Su localización es un punto clave del juego Diablo II, ya que llegará el momento en que se ordenará buscar la verdadera tumba de Tal Rasha, entre otras seis tumbas falsas. La lucha entre un mago y un demonio, seguida de una contrarreloj en la que Diablo querrá liberar a su hermano, forma gran parte del Acto II del juego.

## Set de objetos de Tal-Rasha
Tal-Rasha también da nombre a un grupo de objetos del juego compuesto por una equipación completa para la hechicera. Estos objetos componen un set, lo que indica que al llevar varios objetos del mismo, se reciben bonificaciones extra. El set completo se puede conceguir tras varias horas de juego en los niveles de tormento. 

### Piezas del set
Ojo sin párpados de Tal-Rasha

El cristal giratorio

Daño: 18 a 42 (30 media)

Nivel Requerido: 65

Durabilidad: 50

Velocidad base del arma: [10]

(Solo Hechicera)

20% Velocidad de lanzamiento mayor

+77 Mana

+57 Vida

+10 Energía

+1-2 Maestría de rayo (Solo Hechicera) (varia)

+1-2 Maestría de fuego (Solo Hechicera) (varia)

+1-2 Maestría de frío (Solo Hechicera) (varia)

+1 a los niveles de habilidad de la Hechicera (2 objetos del set equipados)

-15% a la resistencia del enemigo (3 objetos del set equipados)

-15% To Enemy Lightning Resistance (4 objetos del set equipados)

+15% To Cold Skills Damage (set completo)
Emblema horádrico de batalla de Tal-Rasha

Máscara de la muerte

Defensa: 99-131 (varia)(Defensa Base: 54-86)

Nivel Requerido: 66

Fuerza Requerida: 55
Durabilidad: 20

10% Vida robada por impacto

10% Mana robado por impacto

+15 a todas las resistencias

+45 Defensa

+30 Mana

+60 Vida
Custodia de Tal Rasha

Coraza Lacada

Defensa: 833-941 (varía)(Defensa Base: 433-541)

Nivel Requerido: 71

Fuerza Requerida: 84

Durabilidad: 55

+400 Defensa

Requerimientos -60%

Daño mágico reducido en 15

Resistencia a frío +40%

Resistencia a fuego +40%

Resistencia a rayos +40%

88% Posibilidades de conseguir un objeto mágico

+10% Velocidad de lanzamiento mayor (2 objetos del set equipados)
Decisión de Tal-Rasha

Amuleto

Nivel Requerido: 67

+2 a los niveles de habilidad de la hechicera

+33% Resistencia a rayos

Añade 3-32 Daño de relámpago

+42 Mana

+50 Vida

+10% Velocidad de lanzamiento mayor (4 objetos del set equipados)
Tela bordada de Tal Rasha

Cinturón de la mesura

Defensa: 35-40 (varía)

Defensa: 95-100 (varía) (Defensa Base: 35-40)

Nivel Requerido: 53

Fuerza Requerida: 47

Durabilidad: 16

16 huecos

Requeremientos -20%

37% del daño recibido repercute en el mana***

+30 Mana

+20 Destreza

10-15% Posibilidades de conseguir un objeto mágico**

+60 Defensa (2 objetos del set equipados)

+10% Faster Cast Rate (3 objetos del set equipados)
Bonos de set parciales:

Repostar vida +10 (2 piezas)

+65% posibilidades de conseguir un objeto mágico (3 piezas)

25% recuperación de impacto más rápida (4 piezas)
Bono por llevar todo el set:

+3 a los niveles de habilidad de la hechicera

Repostar vida +10

+65% posibilidades de conseguir un objeto mágico

25% recuperación de impacto más rápida

+150 Vida

+50 a todas las resistencias

+50 Defensa contra misil

+150 Defensa

Un aura se muestra alrededor del personaje
Esta habilidad que se tiende a confundir hace que el daño que recibido aumente el maná en una cantidad igual al % expresado del mismo. Por ejemplo: Si tenemos un total de 100% de daño infligido repercute en el mana, esto hará que si recibimos un golpe de 100 ganaremos 100 de mana, pero perderemos los 100 de vida correspondientes.
Esta habilidad multiplica las posibilidades de conseguir objetos mágicos de los monstruos, si se tiene un 100% no indica que siempre vayan a ser mágicos los sino que duplica las posibilidades de obtener estos. Una leyenda urbana muy común con respecto a este atributo es que tiene un máximo a la hora de definir los objetos únicos que encuentras, y que excediendo este máximo disminuyen las probabilidades de encontrar los mismos, pero esto es totalmente incierto.